# 笹間バイパス
笹間バイパス（ささまバイパス）は、岩手県花巻市から北上市へ至る岩手県道13号盛岡和賀線のバイパス道路である。

## 概要
岩手県道13号盛岡和賀線は、盛岡市と北上市を結ぶ東北自動車道および国道4号と並行し、通勤通学および物流などで混雑する幹線道路である。とくに花巻市笹間地区を通る旧道の区間は民家や商店が密集する地区を通過しているため道幅が狭く、急増する大型車の需要に対応しきれなくなり、交通安全上の問題も指摘され始めた。
このため東側に総延長6.5km、片側1車線・車道幅6.5mのバイパスを整備することとなり、2002年（平成14年）に着工。2007年（平成19年）3月28日13時に南半分（終点 - 県道252号との交点まで）を部分供用開始し、2013年（平成25年）3月27日に全通した。

### 路線データ
- 総延長 : 6,52 km[1]
- 起点：花巻市上根子字瀬野
- 終点：北上市和賀町後藤11地割

## 地理

### 交差する道路
- 岩手県道103号花巻和賀線（花巻市轟木字道田）
- 岩手県道252号清水野村崎野線（花巻市北笹間14地割）
- 岩手県道245号南笹間黒沢尻線（花巻市南笹間1地割）